# Tenerife Ladies Open 2021 - Qualificazioni singolare
Le qualificazioni del singolare femminile del Tenerife Ladies Open sono state un torneo di tennis preliminare per accedere alla fase finale della manifestazione. Le vincitrici dell'ultimo turno sono entrate di diritto nel tabellone principale. In caso di ritiro di una o più giocatrici aventi diritto a queste sono subentrati le lucky loser, ossia le giocatrici che hanno perso nell'ultimo turno ma che avevano una classifica più alta rispetto alle altre partecipanti che avevano comunque perso nel turno finale.

## Teste di serie
1. Kaja Juvan (ultimo turno, Lucky loser)
2. Donna Vekić (qualificata)
3. Jaqueline Cristian (qualificata)
4. Wang Xinyu (qualificata)
5. Stefanie Vögele (qualificata)
6. Dalma Gálfi (ultimo turno)

1. Kirsten Flipkens (ultimo turno)
2. Anna Bondár (ultimo turno)
3. Ysaline Bonaventure (ultimo turno)
4. Lesley Pattinama Kerkhove (ultimo turno)
5. Aliona Bolsova (qualificata)
6. Ankita Raina (primo turno)

## Qualificate
1. Aliona Bolsova
2. Donna Vekić
3. Jaqueline Cristian

1. Wang Xinyu
2. Stefanie Vögele
3. Mandy Minella

## Lucky loser
1. Kaja Juvan

## Tabellone

### Legenda
| - Q = Qualificato - WC = Wild card - LL = Lucky loser | - ALT = Alternate - SE = Special Exempt - PR = Protected Ranking | - w/o = Walkover - r = Ritirato - d = Squalificato |

### Sezione 1
|  | Primo turno | Primo turno       | Primo turno       | Primo turno | Primo turno |  |  | Ultimo turno | Ultimo turno   | Ultimo turno | Ultimo turno | Ultimo turno |  |
|  |             |                   |                   |             |             |  |  |              |                |              |              |              |  |
|  | 1           | Kaja Juvan        | Kaja Juvan        | 6           | 6           |  |  |              |                |              |              |              |  |
|  | WC          | Elena Lobo Corral | Elena Lobo Corral | 0           | 1           |  |  | 1            | Kaja Juvan     | 6            | 6            | 65           |  |
|  |             | Irina Chromačëva  | Irina Chromačëva  | 3           | 2           |  |  | 11           | Aliona Bolsova | 4            | 78           | 7            |  |
|  | 11          | Aliona Bolsova    | Aliona Bolsova    | 6           | 6           |  |  |              |                |              |              |              |  |

### Sezione 2
|  | Primo turno | Primo turno            | Primo turno            | Primo turno | Primo turno |  |  | Ultimo turno | Ultimo turno        | Ultimo turno | Ultimo turno | Ultimo turno |  |
|  |             |                        |                        |             |             |  |  |              |                     |              |              |              |  |
|  | 2           | Donna Vekić            | Donna Vekić            | 6           | 6           |  |  |              |                     |              |              |              |  |
|  | WC          | Jéssica Bouzas Maneiro | Jéssica Bouzas Maneiro | 0           | 2           |  |  | 2            | Donna Vekić         | 6            | 4            | 6            |  |
|  | WC          | Marina Bassols Ribera  | 3                      | 6           | 4           |  |  | 9            | Ysaline Bonaventure | 2            | 6            | 1            |  |
|  | 9           | Ysaline Bonaventure    | 6                      | 1           | 6           |  |  |              |                     |              |              |              |  |

### Sezione 3
|  | Primo turno | Primo turno               | Primo turno               | Primo turno | Primo turno |  |  | Ultimo turno | Ultimo turno              | Ultimo turno              | Ultimo turno | Ultimo turno |  |
|  |             |                           |                           |             |             |  |  |              |                           |                           |              |              |  |
|  | 3           | Jaqueline Cristian        | Jaqueline Cristian        | 6           | 6           |  |  |              |                           |                           |              |              |  |
|  | PR          | Mona Barthel              | Mona Barthel              | 1           | 1           |  |  | 3            | Jaqueline Cristian        | Jaqueline Cristian        | 6            | 6            |  |
|  |             | Urszula Radwańska         | Urszula Radwańska         | 4           | 4           |  |  | 10           | Lesley Pattinama Kerkhove | Lesley Pattinama Kerkhove | 3            | 2            |  |
|  | 10          | Lesley Pattinama Kerkhove | Lesley Pattinama Kerkhove | 6           | 6           |  |  |              |                           |                           |              |              |  |

### Sezione 4
|  | Primo turno | Primo turno   | Primo turno   | Primo turno | Primo turno |  |  | Ultimo turno | Ultimo turno | Ultimo turno | Ultimo turno | Ultimo turno |  |
|  |             |               |               |             |             |  |  |              |              |              |              |              |  |
|  | 4           | Wang Xinyu    | Wang Xinyu    | 6           | 6           |  |  |              |              |              |              |              |  |
|  | PR          | Ivana Jorović | Ivana Jorović | 0           | 1           |  |  | 4            | Wang Xinyu   | Wang Xinyu   | 6            | 6            |  |
|  |             | Jana Fett     | Jana Fett     | 2           | 3           |  |  | 8            | Anna Bondár  | Anna Bondár  | 1            | 3            |  |
|  | 8           | Anna Bondár   | Anna Bondár   | 6           | 6           |  |  |              |              |              |              |              |  |

### Sezione 5
|  | Primo turno | Primo turno        | Primo turno     | Primo turno | Primo turno |  |  | Ultimo turno | Ultimo turno     | Ultimo turno     | Ultimo turno | Ultimo turno |  |
|  |             |                    |                 |             |             |  |  |              |                  |                  |              |              |  |
|  | 5           | Stefanie Vögele    | Stefanie Vögele | 7           | 6           |  |  |              |                  |                  |              |              |  |
|  |             | Tereza Mrdeža      | Tereza Mrdeža   | 63          | 1           |  |  | 5            | Stefanie Vögele  | Stefanie Vögele  | 6            | 78           |  |
|  | WC          | Cristiana Ferrando | 6               | 5           | 3           |  |  | 7            | Kirsten Flipkens | Kirsten Flipkens | 3            | 6            |  |
|  | 7           | Kirsten Flipkens   | 4               | 7           | 6           |  |  |              |                  |                  |              |              |  |

### Sezione 6
|  | Primo turno | Primo turno    | Primo turno   | Primo turno | Primo turno |  |  | Ultimo turno | Ultimo turno  | Ultimo turno | Ultimo turno | Ultimo turno |  |
|  |             |                |               |             |             |  |  |              |               |              |              |              |  |
|  | 6           | Dalma Gálfi    | 65            | 710         | 6           |  |  |              |               |              |              |              |  |
|  |             | Réka Luca Jani | 7             | 68          | 3           |  |  | 6            | Dalma Gálfi   | 6            | 7            | 3            |  |
|  | PR          | Mandy Minella  | Mandy Minella | 6           | 6           |  |  | PR           | Mandy Minella | 78           | 5            | 6            |  |
|  | 12          | Ankita Raina   | Ankita Raina  | 3           | 2           |  |  |              |               |              |              |              |  |